# Aodh Méith
Aodh Méith o Áed Méith (m. 1230) fue un rey de Tír Eoghain del siglo XIII. Pasó gran parte de su carrera rechazando las agresiones de Fir Manach, Tír Conaill y Galloway, así como de John de Courcy y el Señorío de Irlanda. Su implicación en los asuntos políticos del mar de Irlanda pueden indicar su respaldo a las pretensiones de Mac Uilleim al trono escocés, aunque esto es incierto.
Haciendo alianza con Hugh de Lacy, conde de Úlster, Méith mantuvo relaciones estables con el condado de Úlster y el Señorío de Irlanda, dos entidades anglonormandas creadas en su periodo de vida. Al final de su vida, Méith era el mayor gobernante irlandés del norte de la isla, y fue sucedido por su hijo Domhnall Óg (Domnall Óc). Una biografía literaria dedicada a Méith fue compuesta en algún momento de la Edad Media, pero no sobrevivió. Es el antepasado del Clann Aodha Buidhe, los O'Neill de Clandeboy.

## Contexto histórico
Aodh Méith era hijo de Aodh an Macaoimh Tóinleasg, rey de Tír Eoghain por un breve espacio de tiempo. Con Aodh an Macaoimh Tóinleasg, la hegemonía de los Ó Lochlainn en Tír Eoghain había comenzado a debilitarse. Su apodo tradicional An Macaoimh Tóinleasg o "El Chaval de Trasero Perezoso", procedía, según el escrito del siglo XVI Leabhar Eoghanach, de su negativa a pararse ante el rey supremo Muircheartach Ó Lochlainn. El apodo de su hijo, Méith, significa "El Gordo".
Aodh an Macaoimh Tóinleasg murió a manos de su rival, Maoilsheachlainn Ó Lochlainn (Máel Sechlainn Mac Lochlainn), hijo de Mircheartach, en 1177. Ese mismo año, John de Courcy había iniciado la conquista anglonormanda de Ulaid (Úlster oriental). Entre dicho año y la primera aparición de Aodh Méith en 1199, Tír Eoghain se vio envuelta en el caos.
Los Anales de los Cuatro Maestros relatan que en 1179 «las iglesias de Tír Eoghain, de las montañas al sur, quedaron desoladas, a consecuencia de la guerra y de la conmoción interna, hambruna y aflicción». Y después de la muerte de Maoilsheachlainn Ó Lochlainn a manos de los normandos en 1185, los Ó Lochlainn lucharon para mantener su poder sobre Tír Eoghain ante los problemas internos, la invasión normanda y el poder del rey de Tír Conaill, Flaithbheartach Ó Maoldhoraidh (muerto en 1197).

## Reinado
Méith pudo haber sido rey de Tír Eoghain desde 1196, el año de la muerte de su predecesor Ó Lochlainn. Aparece por primera vez en los registros dirigiendo cinco barcos en un ataque al asentamiento inglés de Larne, en 1199, mientras John de Courcy estaba distraído por una campaña en el norte de Tír Eoghain. Ese mismo año detuvo un intento de los Cenél Conaill de  convertir en rey de Ti Eoghain a Ó hEignigh —rey de Fir Manach y Airghíalla—, derrotando y sometiendo a ambos en encuentros separados. En este punto, Méith parece haber sido rey al norte y al sur de los Sperrin. Se casó con Bean-Midhe, hija de Ó hEignigh (m. 1215), posiblemente a raíz de su victoria sobre los Fir Manach.
En 1200, Méith encabezó exitosas expediciones contra los colonizadores ingleses en Úlster. Al año siguiente dirigió una expedición a Connacht para reemplazar a Cathal Carragh Ó Conchobair, respaldado por el rey inglés, por el rey anterior, Cathal Croibhdhearg Ó Conchobhair. El ejército fue derrotado por William de Burgh y Méith se vio obligado a rendirse, esto después que su suegro, Ó hEignigh, muriera en batalla.
Los Cineál Eoghain, habitantes de Tír Eoghain, depusieron posteriormente a Méith, y Conchobhar Beag ("El Pequeño") Ó Lochlainn ocupó su lugar como rey. Este último fue asesinado poco después por Éigneachán Ó Domhnaill (m. 1207), primer rey Ó Domhnaill de Tír Conaill. Después que se librara de otro Ó Lochlainn reclamante al trono, Méith se recuperaría como gobernante del reino, pero no sería capaz de neutralizar a los Ó Domhnaill hasta 1208 o 1209, mediante un pacto de amistad con el hijo y sucesor de Éigneachán, Domhnall Ó Domhnaill.

## Los ingleses y los Gall-Gaidhil
Los acontecimientos entre los anglonormandos en 1205 vieron la caída en desgracia de John de Courcy ante el rey Juan I, siendo su territorio en Úlster entregado a Hugh de Lacy. De Courcy se refugió entre los Cenél Eógain, mientras que Hugh de Lacy, ahora conde de Úlster, invadió Tír Eoghain en 1207. No obstante, fue incapaz de lograr avances decisivos, perdiendo el favor real en 1210.
Cuando el rey puso sitio al castillo de Carrickfergus, perteneciente al conde, Méith llevó sus fuerzas para apoyar al monarca inglés. Sin embargo, no se presentó ante Juan, ya que este último no estaba preparado para entregar a los rehenes requeridos por los Ó Néill para sentirse seguros. Al año siguiente el rey Juan ordenó a John de Gray, obispo de Norwich y justiciar de Irlanda, someter la provincia de Méith.
Numerosos castillos fueron construidos, y mucho de los actuales condados de Antrim, Londonderry y Tyrone fueron concedidos a Ailean [Alan], lord de Galloway (o "rey de los gall-gaidhil"), su hermano Tomás Mac Uchtraigh y su primo Donnchadh de Carrick. Tomás construyó un castillo en Coleraine y en 1212, acompañado por hijos de Raghnall mac Somhairle, dirigió un ataque a la ciudad de Derry con setenta y seis barcos. En 1214, esta vez acompañado de Ruaidhrí mac Raghnaill, Tomás atacó Derry otra vez, saqueando la ciudad y la iglesia.
Las actividades de Tomás contra Méith pueden haber estado relacionadas con las actividades de la rama MacUilleim [MacWilliam] de la familia real escocesa. Uno de sus miembros, Gofraidh mac Domhnaill, había viajado de Irlanda a Ross en 1211 para reclamar el trono escocés. Es probable que Méith financiara sus actividades. Cualesquiera beneficios que obtuvieran los gall-gaidhil, su posición en Irlanda se vio posteriormente debilitada por De Lacy y los Bisset. Es probable que la familia Ó Lochlainn y otras sufrieran más que los Ó Néill durante estas campañas.

## Carrera posterior y legado
Méith pudo haberse sometido a la autoridad del rey inglés en la década de 1210, y lo había hecho con seguridad en 1221; pero cuando Hugh de Lacy empezó a reclamar su condado de Úlster en 1224, Méith se unió a su causa contra la corona. Mientras fuerzas de la corona intentaban alcanzar el norte, las fuerzas de Méith les bloquearon en los Fews de Armagh y posteriormente la Corona inglesa (ahora en la persona de Enrique III) se avino con ellos.
Méith encabezó ejércitos a Connacht en 1225 y 1226, tras la muerte de su anterior aliado Cathal Crobhdearg Ua Conchobair, pero su territorio parece haber disfrutado de paz durante el resto de su reinado. Murió en 1230, por causas naturales. Los Anales de Connacht registran su muerte:
[D]efensor de Leth Cuind Chetchathaig contra los gall y contra Leth Moga Nuadat, un príncipe elegible de jure para el trono de Irlanda, murió este año; un rey que nunca entregó promesas o rehenes o tributo a gall o gael; un rey que llevó matanzas y grandes derrotas a los gals; un rey que fue apoyo de cualquier gael desterrado o sin hogar; un rey que fue el más generoso y excelente de todos los hombres de Irlanda que jamás vivieron.
Con la oposición de Ó Lochlainn, Domhnall Óg (m. 1234), hijo de Méith, gobernó cuatro años tras su muerte. Tras otra década de conflictos, el sobrino de Méith, Brian Ruadh, reestableció la hegemonía de los Ó Néill en la provincia, una dominación que duraría hasta el final del reino en el siglo XVII.
Aodh Méith parece haber sido el tema de una biografía panegírica que desgraciadamente se ha perdido. Es antepasado de Clann Aodha Buidhe, los O'Neill de Clandeboy, que toman su nombre del nieto de Méith, Aodh Buidhe.